# "Unk" in Funk
"Unk" in Funk è un album in studio del musicista statunitense Muddy Waters, pubblicato nel 1974.

## Tracce
Testi e musiche di McKinley Morganfield eccetto dove indicato.
1. Rollin' and Tumblin' – 7:28
2. Just to Be with You (Berney Roth) – 3:55
3. Electric Man (Amelia Cooper, Terry Abrahamson) – 3:10
4. Trouble No More – 2:40
5. "Unk" in Funk (Cooper, Abrahamson, Ted Kerland) – 3:22
6. Drive My Blues Away – 2:48
7. Katie – 3:04
8. Waterboy Waterboy – 4:00
9. Everything Gonna Be Alright (Walter Jacobs) – 3:35

## Formazione
- Muddy Waters – voce, chitarra
- Carey Bell Harrington – armonica (tracce 1–3, 6–8)
- George Buford – armonica (4, 9)
- Paul Oscher – armonica (5)
- Pinetop Perkins – piano, clavicembalo
- Bob Margolin – chitarra
- Luther "Guitar Junior" Johnson – chitarra
- Calvin Jones – basso
- Willie Smith – batteria